# Le ragazze di Satana
Le ragazze di Satana (Satan's Cheerleaders) è un film del 1977 diretto da Greydon Clark. Il film è conosciuto in Italia anche con i titoli  I ragazzi soprannaturali  (titolo televisivo) e Ragazze soprannaturali.
È una commedia horror statunitense con John Ireland, Yvonne De Carlo e Jack Kruschen.

## Produzione
Il film, diretto da Greydon Clark su una sceneggiatura dello stesso Clark e di Alvin L. Fast, fu prodotto da Fast per la World Amusement.

## Colonna sonora
- One for All and All for One -  cantata da Sonoma
- Who You Gonna Love Tonight -  cantata da Sonoma

## Distribuzione
Il film fu distribuito con il titolo Satan's Cheerleaders negli Stati Uniti dal giugno 1977 (première a Los Angeles il 30 novembre 1977
) al cinema dalla World Amusement. È stato distribuito anche in Finlandia con il titolo Paholaisen huutosakki e in Italia.

## Critica
Secondo MYmovies è un "modesto filmetto" basato su "una storiella che si regge su piccole sorprese e qualche svolta sarcastica".

## Promozione
Le tagline sono:
- " Funnier than "The Omen"... scarier than "Silent Movie." ".
- " Come score with the cheerleaders ".
- " When these girls raise hell... there's the devil to pay! ".